# KIR2DL1
KIR2DL1 (англ. Killer cell immunoglobulin like receptor, two Ig domains and long cytoplasmic tail 1) – білок, який кодується однойменним геном, розташованим у людей на короткому плечі 19-ї хромосоми. Довжина поліпептидного ланцюга білка становить 348 амінокислот, а молекулярна маса — 38 505.
| 10         |  | 20         |  | 30         |  | 40         |  | 50         |
| ---------- |  | ---------- |  | ---------- |  | ---------- |  | ---------- |
| MSLLVVSMAC |  | VGFFLLQGAW |  | PHEGVHRKPS |  | LLAHPGPLVK |  | SEETVILQCW |
| SDVMFEHFLL |  | HREGMFNDTL |  | RLIGEHHDGV |  | SKANFSISRM |  | TQDLAGTYRC |
| YGSVTHSPYQ |  | VSAPSDPLDI |  | VIIGLYEKPS |  | LSAQPGPTVL |  | AGENVTLSCS |
| SRSSYDMYHL |  | SREGEAHERR |  | LPAGPKVNGT |  | FQADFPLGPA |  | THGGTYRCFG |
| SFHDSPYEWS |  | KSSDPLLVSV |  | TGNPSNSWPS |  | PTEPSSKTGN |  | PRHLHILIGT |
| SVVIILFILL |  | FFLLHRWCSN |  | KKNAAVMDQE |  | SAGNRTANSE |  | DSDEQDPQEV |
| TYTQLNHCVF |  | TQRKITRPSQ |  | RPKTPPTDII |  | VYTELPNAES |  | RSKVVSCP   |

A: Аланін

C: Цистеїн

D: Аспарагінова кислота

E: Глутамінова кислота

F: Фенілаланін

G: Гліцин

H: Гістидин

I: Ізолейцин

K: Лізин

L: Лейцин

M: Метіонін

N: Аспарагін

P: Пролін

Q: Глутамін

R: Аргінін

S: Серин

T: Треонін

V: Валін

W: Триптофан

Кодований геном білок за функцією належить до рецепторів. 
Задіяний у такому біологічному процесі, як альтернативний сплайсинг. 
Локалізований у клітинній мембрані, мембрані.